# Potentilla lineata
Potentilla lineata là loài thực vật có hoa trong họ Hoa hồng. Loài này được Trevir. miêu tả khoa học đầu tiên năm 1822.